# Некуса, Висконсин
Некуса, Висконсин (енгл. Nekoosa) град је у америчкој савезној држави Висконсин.

## Демографија
По попису из 2010. године број становника је 2.580, што је 10 (-0,4%) становника мање него 2000. године.
| Група             | 2000.         | 2010.         |
| Белци             | 2.491 (96,2%) | 2.380 (92,2%) |
| Афроамериканци    | 3 (0,1%)      | 20 (0,8%)     |
| Азијати           | 8 (0,3%)      | 14 (0,5%)     |
| Хиспаноамериканци | 47 (1,8%)     | 87 (3,4%)     |
| Укупно            | 2.590         | 2.580         |